# Delta Force 2
Delta Force 2 — комп'ютерна гра жанру тактичний шутер від першої особи, розроблений компанією NovaLogic. Реліз гри відбувся 3 листопада 1999 року.

## Сюжет
Гравцеві пропонується взяти на себе роль бійця американського спецпідрозділу «Дельта» та взяти участь у боротьбі з міжнародними терористичними угрупуваннями. Присутні дві кампанії та дев'ятнадцять окремих місій. У кампанії під назвою «Common Resolve» бійці «Дельти» мають зупинити біотерористів, що викрали смертельний вірус з таємної наукової бази у Антарктиді, а у кампанії «Global Enforcement» потрібно завадити терористам створити власну ядерну бомбу. У ході кампаній, «Дельта» знищує терористичні осередки у країнах Африки, Азії, Південної Америки та у Антарктиді. Сюжет подається здебільшого за допомогою брифінгів перед місіями.

## Геймплей
Геймплейно гра майже не відрізняється від оригінальної Delta Force. У кожній місії гравцеві дають певні завдання, котрі можна виконувати будь-яким способом. Завдяки повній відкритості локацій, гравець має досить широку свободу дій. Крім того, перед кожною місією можна обрати озброєння та обмундирування відповідно до свого стилю гри — у арсеналі присутні снайперські гвинтівки для бою на великих відстанях, кулемет та пістолет-кулемет для ближнього бою та універсальні штурмові гвинтівки. Теоретично, гру можна проходити у «стелсі» — для цього тут є й зброя з глушниками, й снайперський маскхалат, але на практиці, через недопрацьований штучний інтелект, проходити місії тихо здебільшого просто неможливо. Наприклад, ворог може не помітити як кулеметною чергою скошують його товариша, з котрим вони патрулюють периметр бази, але «почути», як когось вбивають за допомогою пістолета з глушником на іншому кінці локації, а іноді й взагалі «побачити» гравця крізь стіну.
У грі також присутня балістика — кулі летять параболічною траєкторією, а тому при стрільбі завжди потрібно враховувати відстань від цілі.

## Рушій
Delta Force 2 використовувала гральний рушій Voxel Space 32, котрий рендерив не полігональну, як у більшості ігор, а воксельну графіку. Рушій дозволяв створювати величезні відкриті локації, але й вимагав потужне апаратне забезпечення.

## Рецензія
Гра отримала "середні" відгуки за версією агрегатора оглядів відеоігор GameRankings. Бретт Тодд з Computer Gaming World розкритикував гру за "жахливу графіку", неіснуючі звукові ефекти і відсутність довідкової інформації про місії. Він також розкритикував необхідність ретельно сканувати екран на наявність дрібних ворогів на відстані, а також низьку продуктивність гри, що змушує гравця грати на низькій роздільній здатності навіть на висококласному обладнанні і ще більше погіршує проблеми з виявленням ворогів. Однак він похвалив дизайн місій та багатокористувацький режим для 50 гравців. Майкл Е. Райан з GameSpot був більш захопленим. Він особливо похвалив дизайн місій, назвавши його "загалом чудовим" і зазначивши, що місії зазвичай "реалістичні та правдоподібні", за деякими винятками, більше натхненні бойовиками. Він також похвалив багатокористувацький режим гри та звукове оформлення. Ерік Братчер з NextGen сказав про гру: "Не така напружена і красива, як Rainbow Six, це все одно чудова гра для любителів "зелених беретів". Гордон Гобл з PC Gamer зауважив: "Delta Force 2, хоч і не все, що мало б бути, залишається інтригуючим шматком тактичного екшену, який має сподобатися більшості шанувальників жанру".
Гра отримала "Срібну" нагороду за продажі від Асоціації видавців розважального програмного забезпечення (ELSPA), що свідчить про продажі щонайменше 100 000 копій у Великій Британії.